# Charun Rattanakun Seriroengrit
Charun Rattanakun Seriroengrit (thailändisch จรูญ รัตนกุล เสรีเริงฤทธิ์, Aussprache: [t͡ɕàruːn ráttànákun sěːriːrɤːŋrít]; auch transkribiert als Charoon Ratanakul Seri Roengrit; * 1895; † 1983) war ein thailändischer Heeresoffizier, Staatsbeamter und Politiker. Er war General im Zweiten Weltkrieg und Minister in der Regierung von Plaek Phibunsongkhram.
Zu Zeiten der absoluten Monarchie bekam der Hauptmann Charun Rattanakun den feudalen Ehrennamen Luang Seriroengrit verliehen. Er schloss sich der „Volkspartei“ (khana ratsadon) an, die mittels eines Staatsstreichs 1932 die absolute Monarchie beendete und durch eine konstitutionelle ersetzte.
Seriroengrit, der inzwischen Oberst war, nahm ab 1938 eine wichtige Position in der Regierung von Plaek Phibunsongkhram ein. Er wurde Leiter der staatlichen Eisenbahnen und Minister ohne Geschäftsbereich, 1939 stellvertretender Minister im Wirtschaftsministerium, 1941 im Verteidigungsministerium. Im Oktober 1940 wurde er als Generalmajor Kommandeur der Burapha-Armee (Ostarmee), die im Rahmen des Französisch-Thailändischen Kriegs in der französischen Kolonie Kambodscha einmarschierte.
Nach dem Ende der Kämpfe im Osten wurde er zum Generalleutnant befördert und wechselte im Februar 1942 an die Spitze der Phayap-Armee (Nordwestarmee). Diese beteiligte sich an der japanischen Eroberung Birmas und hielt im Anschluss einen Teil des Shan-Staates besetzt. Seriroengrit konzentrierte sich ab Mai 1942 auf seine politische Tätigkeit. Von März bis September 1942 war er Handelsminister, bis 1944 Verkehrsminister.
Nach dem Sturz des Feldmarschalls Phibunsongkhram 1944 wurde er als Kriegsverbrecher verhaftet. Im März 1946 wurde er allerdings wieder freigelassen. Er wurde Vorstandsmitglied des nationalen Handelsunternehmens Thai Niyom Phanit und im Mai 1946 Mitglied des Senats, dem er bis 1951 angehörte. 1947 nahm er an dem erfolgreichen Militärputsch gegen die zivile Regierung teil, der Phibunsongkhram erneut an die Macht brachte.
Charuns Sohn Aram Seriroengrit heiratete Prinzessin Galyani Vadhana, die Schwester König Bhumibol Adulyadejs. Er war Bhumibols Begleiter bei dessen schwerem Autounfall in der Schweiz.